# Diana Luz Pessoa de Barros
Diana Luz Pessoa de Barros (Monte Aprazível, 14 de novembro de 1947) é uma semioticista e professora universitária brasileira conhecida principalmente por seus trabalhos acerca da semiótica narrativa e discursiva. É professora emérita da Universidade de São Paulo, pela qual também é doutora e livre-docente, mestre pela Universidade Paris III e pós-doutora pela École des Hautes Études en Sciences Sociales. Foi presidente da Associação Brasileira de Linguística de 1991 a 1993 e secretária-geral da Associação de Linguística e Filologia da América Latina de 2008 a 2014. Lecionou na Universidade de São Paulo de 1973 a 2003, dando aulas também na Universidade Presbiteriana Mackenzie.